# Джей Джона Джеймсон (киноперсонаж)
Джей Джо́на Дже́ймсон (англ. J. Jonah Jameson) — персонаж серии фильмов «Человек-паук» режиссёра Сэма Рэйми, основанный на одноимённом персонаже Marvel Comics. Роль Джеймсона исполнил американский актёр Джей Кей Симмонс.
Симмонс получил всеобщее признание за исполнение роли Джеймсона в фильмах «Человек-паук» (2002), «Человек-паук 2» (2004) и «Человек-паук 3: Враг в отражении» (2007). Актёр также озвучил персонажа в видеоигре по третьему фильму и нескольких телесериалах и специальных выпусках некоторых программ, включая мультсериалы «Робоцып», «Великий Человек-паук», «Мстители, общий сбор!», «Халк и агенты У.Д.А.Р.» и «Lego Marvel Super Heroes: Максимальная перегрузка», а также появился в качестве гостя в мультсериалах «Мстители: Величайшие герои Земли» и «Симпсоны».
Симмонс исполнил роль альтернативной версии Джей Джоны Джеймсона в фильмах медиафраншизы «Кинематографическая вселенная Marvel» (КВМ) «Человек-паук: Вдали от дома» (2019) и «Человек-паук: Нет пути домой» (2021), а также в веб-сериале «The Daily Bugle» и фильме медиафраншизы «Вселенная Человека-паука от Sony» (SSU) «Веном 2» (2021). Новый образ Джеймсона был вдохновлён телеведущим Алексом Джонсом и сайтом InfoWars.

## Создание образа и характеристика

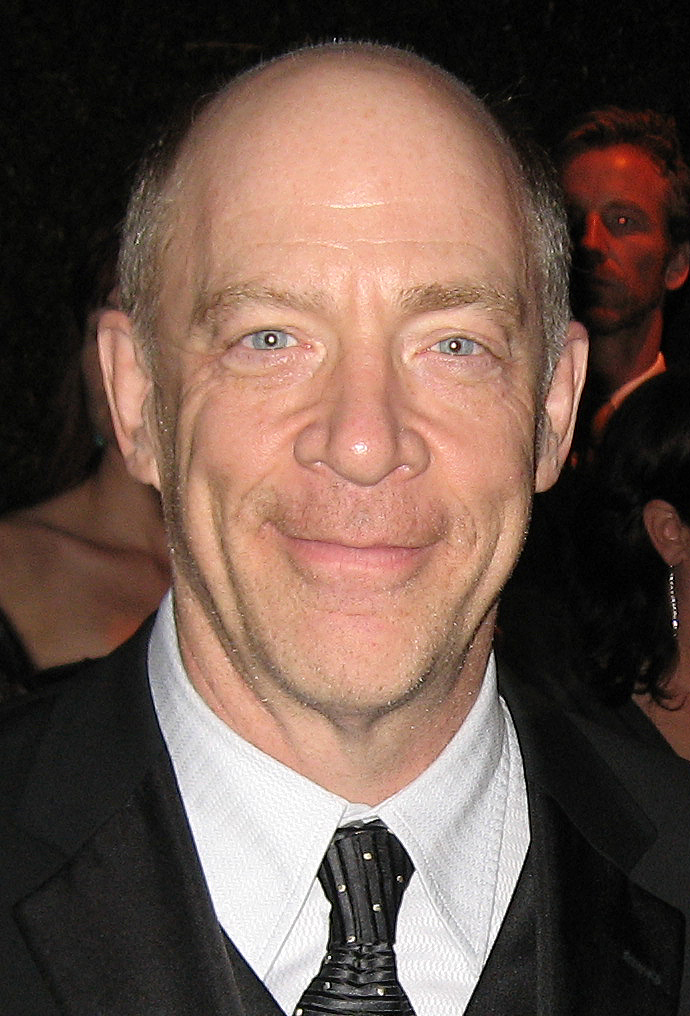
Джей Кей Симмонс в 2009 году

Джей Джона Джеймсон впервые появился в комиксе The Amazing Spider-Man #1 (март 1963). Стэн Ли заявил в интервью Talk of the Nation, что он смоделировал Джей Джону Джеймсона как гораздо более сварливую версию самого себя. Позже писатели «Человека-паука» Том Дефалко и Джерри Конвей согласились, что Джей Джона Джеймсон — самое близкое, к чему Ли когда-либо подходил в изображении самого себя, и Конвей уточнил, что «точно так же, как Стэн — очень сложный и интересный парень, который одновременно обладает чрезвычайно харизматичной частью самого себя и является честно порядочным парнем, который заботится о людях, он также обладает невероятной способностью немедленно переходить к мелкому. Просто, БУМ, прямо на мелководье. И это Джеймсон». Конвей заявил, что всякий раз, когда он писал реплики Джеймсона, он слышал его голосом Ли, а однажды даже написал речь Джеймсона, которая почти напрямую цитировалась из речи Стэна Ли.
В игровом сериале «Удивительный Человек-паук» Джей Джона Джеймсон фигурировал в качестве повторяющегося персонажа, которого изначально изобразил Дэвид Уайт в пилотном эпизоде, а затем Роберт Ф. Саймон в оставшейся части сериала. Производством сериала занималась Columbia Pictures Television, и он транслировался с 1977 по 1979 год.
В 1998 году Sony Pictures Entertainment приобрела права на кино- и телевизионные адаптации Человека-паука, также включающие 900 персонажей, связанных с героем. Права бессрочны при условии, что Sony выпускает новый фильм о Человеке-пауке не реже одного раза в 5,75 лет. Джеймсон был показан в кинотрилогии о Человеке-пауке (2002—2007) режиссёра Сэма Рэйми, а Джей Кей Симмонс исполнил роль Джей Джоны. Джеймсон является основным комическим персонажем на протяжении всей серии. Эта версия Джеймсона изображена как шумный, напыщенный, одержимый, гиперактивный человек, сохраняющий свою неприязнь к Человеку-пауку и получает удовольствие от всего, что может дискредитировать или опорочить его, но остаётся хорошим человеком по своей сути. В апреле 2014 года Симмонс выразил заинтересованность в повторении своей роли Джей Джоны Джеймсона в дилогии «Новый Человек-паук» режиссёра Марка Уэбба, если студия предложит ему эту роль.
Для фильма «Новый Человек-паук: Высокое напряжение» (2014) была написана и раскадрована сцена с участием Джеймсона, но так и не была снята. По задумке Джеймсон и Робби Робертсон должны были появиться в здании Daily Bugle во время финальной схватки Человека-паука и Электро, когда герой и злодей пробивали стены и разрушали офис, к большому презрению Джеймсона. Несмотря на то, что Джеймсон не появляется в финальном варианте фильма, было раскрыто, что Питер Паркер работает на него, предоставляя ему фотографии Человека-паука, и что Джеймсон всё ещё клевещет на него.

### Лицензионное соглашение Sony с Marvel Studios
В декабре 2014 года, после взлома компьютеров Sony Pictures, выяснилось, что Sony и Marvel Studios обсуждали возможность появления Человека-паука в фильме Кинематографической вселенной Marvel (КВМ) «Первый мститель: Противостояние» (2016), при этом права на фильм остаются у Sony. Однако 9 февраля 2015 года Sony Pictures и Marvel Studios объявили, что Человек-паук и большинство связанных с ним второстепенных персонажей появятся в КВМ, а Sony выпустит фильм о Человеке-пауке, спродюсированный президентом Marvel Studios Кевином Файги и Эми Паскаль. Sony Pictures будет продолжать владеть, финансировать, распространять и осуществлять окончательный творческий контроль над фильмами о Человеке-пауке. В феврале 2016 года Симмонс выразил заинтересованность в повторении своей роли Джеймсона в фильме «Человек-паук: Возвращение домой» (2017), если Marvel обратится к нему, узнав о петиции на Change.org с требованием его возвращения, но признал, что у него нет полномочий решать, может ли он вернуться или нет.
Симмонс эпизодически возвращается к роли в качестве переосмысленной версии Джей Джоны Джеймсона в фильме «Человек-паук: Вдали от дома» (2019). Это делает Джеймсона первым киноперсонажем, которого изобразил один и тот же актёр в двух разных франшизах. Однако эта версия персонажа не имеет отношения к версии, которую Симмонс впервые изобразил в трилогии Рэйми. Версия Джей Джоны Джеймсона из КВМ — ведущий The Daily Bugle, сенсационной «видеоплатформы типа InfoWars». Режиссёр Джон Уоттс отметил, что выступление Симмонса в фильмах Рэйми было слишком ярким, но теперь то же выступление имеет сравнения в реальном мире, как например с Алексом Джонсом. По словам Файги, изменения в реальном мире также означали, что перемещение персонажа из редактора газеты в «радикально правого журналиста новостей, который кричит перед камерой», было более логичным. Симмонс сказал, что они с Уоттсом не сходились во взглядах на современное изображение персонажа в фильме по сравнению с воплощением в фильмах Рэйми.
Создатели фильма не хотели включать запоминающуюся плоскую стрижку и усы; но когда они сказали об этом Симмонсу, он договорился с ними о сохранении усов, настаивая на том, что самое главное для персонажа было то, что «он всё тот же хвастун, и у него есть те же чёртовы усы, близкие к ним, и, по крайней мере, сигара».
Симмонс объявил, что подписал контракт на появление в роли Джей Джоны Джеймсона в других фильмах КВМ и Вселенной Человека-паука от Sony (SSU).

## Биография персонажа

### Трилогия Сэма Рэйми

#### Кампания против Человека-паука
Джей Джона Джеймсон — главный редактор The Daily Bugle, испытывающий личную неприязнь к линчевателю Человеку-пауку, считая его «угрозой». Он нанимает Питера Паркера в качестве внештатного фотографа из-за того, что Паркер делает чёткие фотографии линчевателя (самого себя), а продажи Bugle растут благодаря Человеку-пауку. Джеймсон также демонстрирует циничное, доброжелательное отношение и грубые манеры со своими сотрудниками, хотя он охотно защищает Питера, когда Зелёный гоблин требует у Джей Джоны раскрыть личность фотографа Человека-паука.

#### Уход и возвращение Человека-паука
Два года спустя Джеймсон признаёт, что Человек-паук — герой, но отказывается открыто говорить об этом. После того, как Питер отказался от жизни в качестве Человека-паука и бросил свой костюм в переулке, мусорщик Нэмор Маккензи находит его и продаёт Джеймсону, который считает, что успешно убедил Человека-паука бросить своё дело, публично объявив об этом в своей газете. Однако после того, как отмечается, что преступность и опасность впоследствии выросли, а невеста его сына Джона, Мэри Джейн Уотсон, была похищена Доктором Осьминогом, Джеймсон публично признаётся своим сотрудникам, что Человек-паук — герой, но как только линчеватель возвращается, забирая свой костюм из офиса Джеймсона, он отказывается от своих заявлений. После того, как Человек-паук спасает Мэри Джейн, на свадьбе его сына Джона Мэри Джейн оставляет Джона у алтаря, на что Джеймсон (заплатив за свадьбу) просит свою жену вернуть деньги за еду.

#### Наём Эдди Брока
Год спустя, теперь принимающий сердечные лекарства от стресса Джеймсон приказывает Питеру и новому сотруднику Эдди Броку получить фотографию Человека-паука, доказывающую его истинную преступную природу, в обмен на получение надёжной работы в штате вместо их обычной внештатной работы, которую Брок, по-видимому, получает. После того, как Питер разоблачает Брока в том, что он подделал эту фотографию на основе одной из его собственных, Джеймсон немедленно увольняет Эдди и заставляет газету напечатать их первое опровержение за 20 лет. Во время последующей битвы между Броком (теперь соединённым с симбиотом Веномом) и Песочным человеком против Человека-паука и Нового гоблина, Джеймсон, неспособный найти Паркера (из-за того, что он не знает, что Паркер — Человек-паук), неохотно покупает камеру у маленькой девочки в окружающей толпе за сто долларов. После того, как Джеймсон пытается сфотографировать битву, он обнаруживает, что в камере нет плёнки, с которой, по словам улыбающейся маленькой девочки, придётся платить «дороже», что приводит Джеймсона в ярость.

### Кинематографическая вселенная Marvel

#### Раскрытие личности Человека-паука
В другой вселенной Джеймсон — исполнительный репортёр сенсационного новостного сайта TheDailyBugle.net. В 2024 году Джеймсону было предоставлено фальсифицированное видео, раскрывающее личность Человека-паука как Питера Паркера суперзлодеем Мистерио, что побудило Джей Джону транслировать его на весь мир. Он обвиняет Паркера в нападении на Лондон, называя Мистерио героем, а Человека-паука — убийцей; более позднюю трансляцию Джеймсона видят перемещённые из альтернативной вселенной Веном и Эдди Брок. Объявив миру личность Паркера, Джеймсон ведёт дезинформационную войну средств массовой информации против него.

#### Последствия
Раскрыв личность Питера общественности, Джеймсон сосредотачивается на том, чтобы ещё больше доказать, что Человек-паук представляет угрозу. Он нанимает Бетти Брант в качестве стажёра для The Daily Bugle, которая управляла учётной записью Bugle в TikTok, и поправляет её, если она слишком высоко отзывается о Человеке-пауке. Он идёт к зданию, где находится квартира Питера и злодеев, перемещённых из других вселенных, и становится свидетелем битвы между Человеком-пауком и Зелёным гоблином. Затем он выходит в прямой эфир с места события и сообщает о смерти Мэй Паркер, одновременно осуждая Питера за хаос, который он принёс, и всё это время Питер наблюдает за ним с экрана на крыше. Позже Питер связывается с Джеймсоном, чтобы тот мог заманить злодеев к Статуе Свободы, вылечить их и отправить обратно в их соответствующие вселенные. После того, как Доктор Стрэндж накладывает заклинание, стирающее воспоминания всех людей в мире о том, что Человек-паук — это Питер Паркер, он продолжает свою войну против Человека-паука, хотя и не знает его личности.

## В других медиа

### Телевидение
- После успеха первого фильма Рэйми в 2003 году был выпущен CGI-анимационный сериал/спин-офф с участием Кита Кэррадина в роли Джея Джоны Джеймсона. Этот сериал послужил вольным альтернативным продолжением первого фильма о Человеке-пауке и был значительно темнее, жёстче, более ориентированным на взрослых и зрелым по тону и направлению по сравнению с другими адаптациями Человека-паука. Он получил в целом положительный приём от критиков и зрителей[17][18].
- Джей Кей Симмонс вернулся к своей роли Джея Джоны Джеймсона в эпизоде «Симпсонов» «Moe‘N’a Lisa», озвучил издателя «The Springfield Inquisitor» в «Homerazzi» и озвучил пародию на Джеймсона по имени Джей Джей Графф в «3 Scenes Plus a Tag from a Marriage»[19].
- Джей Кей Симмонс также озвучивал персонажа во многих работах, связанных с Marvel, за пределами воплощений, показанных в игровых фильмах:
  - Симмонс озвучивает Джеймсона в эпизоде мультсериала «Мстители: Величайшие герои Земли» «А вот и Паучок…», где он обвиняет Капитана Америку в том, что он якобы сотрудничал со Скруллами во время событий Секретного вторжения, при этом клевеща на Человека-паука.
  - Симмонс вернулся к своей роли Джеймсона в мультсериале «Великий Человек-паук». Эта версия является ведущим Daily Bugle Communications. Хотя он ни разу физически не появляется на протяжении всего сериала, он заметно отображается на каждом телевидении и экране по всему Нью-Йорку, выражая своё отвращение к Человеку-пауку.

### Видеоигры
- Джей Джона Джеймсон появляется на уровне, эксклюзивном для Xbox-версии игры 2002 года «Spider-Man: The Movie Game», где его озвучивает Джей Гордон.
- Джей Джона Джеймсон появляется в игре «Spider-Man 2», где снова озвучивает Джей Гордон в версии для домашней консоли, в то время как Симмонс повторяет свою роль из фильма в версии для PSP.
- Джей Джона Джеймсон появляется в игре «Spider-Man 3», где Симмонс повторяет свою роль из фильма.

### Веб-сериал
- Джей Джона Джеймсон появляется в шестисерийном веб-сериале КВМ «The Daily Bugle», где Джей Кей Симмонс вновь исполнил свою роль. После событий фильма «Человек-паук: Вдали от дома» (2019) в сериале снимается Джеймсон, который продолжает рассказывать о раскрытии истинной личности Человека-паука как Питера Паркера и очевидного убийцы Мистерио[20][21][22].

## Критика
Выступление Симмонса в роли Джей Джоны Джеймсона как в живом исполнении, так и в анимационном, получило всеобщую похвалу зрителей и критиков.
Режиссёр «Вдали от дома» Джон Уоттс объяснил, что они обратились к Симмонсу «как можно позже» до выхода фильма, чтобы попросить его повторить роль Джеймсона из трилогии «Человек-паук» Сэма Рэйми, надеясь, что эпизодическая роль станет сюрпризом для фанатов. Уоттс заявил, что никогда не рассматривал другого актёра, сказав: «Это должен быть он. Как будто, если бы это был не он, то этого не стоило бы делать».